# Jørgen Ottesen Rosenkrantz (1523-1596)
Jørgen Ottesen Rosenkrantz (født 14. maj 1523 på Tørning Slot, død 9. april 1596 på Rosenholm) var en dansk adelsmand, rigsråd og godsejer.

## Barndom
Jørgen Ottesen Rosenkrantz blev født som yngste søn af Otte Holgersen Rosenkrantz og Margrethe Ganz (tysk adel). Begge forældre døde 1525 af pest i Lübeck, hvorfor den 2-årige Jørgen sammen med broderen Erik og søsteren Margrethe først tilbragte nogle år hos bedsteforældrene i Tyskland. Børnenes danske slægtninge mente dog, at brødrene skulle have en dansk opdragelse, hvorfor Erik og Jørgen 1530 kom til deres faster Sophie Rosenkrantz og hendes mand Axel Brahe, der var bosatte i Skåne. Fasteren, der selv var barnløs, blev stærkt knyttet til den lille Jørgen, der i sin kortfattede selvbiografi sent i livet omtaler, at fasteren ”mig haver elsket for alle mine søskende og veret mig aldelis udi moders sted”. . Han fik først undervisning af en lokal præst og kom så 1534 i skole i Malmø, hvor han blev undervist i latin af reformatoren Frands Vormodsen. Jørgen blev for øvrigt sat i huset hos Malmøs borgmester Jørgen Kock. Under Grevens Fejde indledte borgmesteren et oprør i Malmø, hvor Jørgen Rosenkrantz sammen med andre adelige børn holdtes som gidsler i ni uger, indtil den skånske adel havde hyldet grev Christoffer. Efter krigens afslutning blev Jørgen sendt til København, hvor han modtog undervisning af de lutherske professorer Oluf Chrysostomus og Jens Andersen Sinning.

## Studieår og hoftjeneste i Tyskland
16 gammel blev Jørgen Rosenkrantz 1539 sendt til universitetet i Wittenberg med anbefalingsskrivelser fra Christian 3. selv til Bugenhagen og Melanchthon. I de fire år, han var i Wittenberg, hørte han, som han selv skriver i sin senere selvbiografi "mange drabelige lærde mænd, besynderlig Dr. Martin Luther og Philippum (Melanchthon)". Han var således kommet i personlig berøring med den lutherske kirkes fædre, og livet igennem skulle Jørgen Rosenkrantz forblive en ivrig lutheraner. Han havde fået respekt for grundig lærdom og frem for alt for den rene, uforfalskede lære. Han sig senere i besiddelse af gode kundskaber både i teologi og især i dansk historie. Således sendte den kendte tyske historiker David Chytræus ham skrifter om Danmark til gennemsyn. I sin tid formynderregeringen støttede han også Anders Sørensen Vedels arbejde med at skrive fortsættelsen til Saxos Danmarkskrønike ved at hjælpe denne med aktstykker fra sit eget arkiv på Rosenholm. Siden mistede Rosenkrantz og hans regeringskolleger dog tålmodigheden med Vedel på grund af langsommelighed, hvorfor opgaven 1594 blev overdraget til Niels Krag. I sin studietid var Jørgen Rosenkrantz selv dog ikke en bogorm. I førnævnte selvbiografi skrev han, at han i Wittenberg blev "vant til det selskab, som ikke havde meget lyst til at studere".
I årene 1544-48 opholdte Jørgen Rosenkrantz sig i Danmark på slægtens godser Boller og Næsbyholm. Herefter drog han atter til Tyskland, hvor han gjorde tjeneste hos kurfyrst Moritz af Sachsen. Jørgen var en af de seks adelsmænd, der dag og nat skulle følge kurfyrsten overalt. Han kom således til at deltage i Magdeburgs belejring og de øvrige
krigshandlinger i Tyskland, hvor kurfyrsten spillede hovedrollen.

## Den unge herremand
I 1551, 28 år gammel, blev han for anden gang kaldt hjem til Danmark af sine slægtninge. Brødrene ønskede nu at foretage endeligt skifte efter forældrene. Det var store godser, der skulle deles, men de var også adskillige arvinger. Jørgens arvelod blev et omfattende strøgods i Østjylland, primært på Djursland og omkring Odder. Nogen hovedgård hørte imidlertid ikke til arven, hvorfor han selv oprettede Skabygård (Skaføgård) ved sammenlægning af bøndergårde i Skaby. I de samme år indledte han også tjeneste ved hoffet som hofjunker. 1555 blev han lensmand på et af rigets vigtigste slotte, Koldinghus. Men da hans ældre brødre Holger og Erik i henholdsvis 1552 og 1559 blev medlemmer af rigsrådet, syntes det, at Rosenkrantzerne havde fået de embeder, de kunne tilkomme. Jørgen Rosenkrantz valgte måske derfor at koncentrere sig mere om sine private affærer. Ved hoffet havde han truffet en dronningens hofdamer, Dorthe Lange, og 1559 holdt dronning Dorotheas deres bryllup. Samtidig skiftede Jørgen Koldinghus ud med den på lensmandsposten på Dorotheas enkeslot, Dronningborg Slot ved Randers. Ligeledes i 1559, i april måned, mageskiftede Jørgen Rosenkrantz med kong Frederik 2., således Jørgen fik en del krongods på Djursland mod at kronen overtog Rosenkrantz' jord ved Odder. Hermed kom Rosenkrantz i besiddelse af hovedgården Holm i Hornslet Sogn, hvor han straks indledte byggearbejderne på det, der i de følgende århundreder blev slægtens stamsæde, Rosenholm.

## I rigsrådet
På trods at slægten som nævnt allerede var repræsenteret med to medlemmer i rigsrådet, blev Jørgen Rosenkrantz 9. juni 1563 ligeledes optaget i rådet. Den Nordiske Syvårskrig var netop udbrudt mellem Danmark og Sverige. En af kong Frederiks første handlinger efter krigsudbruddet var netop at udnævne Jørgen Rosenkrantz til rigsråd. Jørgens ældre bror Holger var kongens nærmeste ven, og med endnu en Rosenkrantz i rådet ville kongen sikre sig yderligere støtte til sin politik. Samtidig skiftede Jørgen Rosenkrantz endnu engang sit len. Han blev nu lensmand på Kalø Slot, der lå kun få kilometer fra Rosenholm. Familien havde nu ofte bopæl her, og han yngste søn Holger fødtes på Kalø i 1574. Jørgen Rosenkrantz beholdte Kalø Len til sin død i 1596.
På trods af sine militære erfaringer fra tiden i Tyskland blev Jørgen Rosenkrantz' opgave under krigen diplomatiet. Straks efter udnævnelsen blev han sendt til Lübeck for at indgå forbund med byen. I de følgende år var han først og fremmest fast repræsentant ved de mange resultatløse fredsforhandlinger. Således var han i 1563 og 1564 til fredsmøder i Rostock, 1564 tillite hos kurfyrsterne af Brandenburg og Sachsen og den tyske kejser. I de følgende år havde han tilsyn med Jylland. I 1567 deltog han i endnu et resultatløst fredsmøde i Stralsund, i 1568 i fredsmødet i Roskilde, og i 1569 sendtes han til rigsgrænsen for sammen med svenske sendebud at få freden i stand. Dette mislykkedes, og krigen fortsatte endnu et år, indtil den endelige fred blev sluttet ved mødet i Stettin 1570 – et møde hvor Jørgen Rosenkrantz ligeledes deltog som forhandler. Under krigen var han tillige involveret i forhandlingerne med de slesvigske hertuger om lenspligten til Danmark. Disse forhandlinger stod på indtil de fik en foreløbig afslutning ved lenshyldingen i Odense 1580.
Også i årene efter freden anvendte Frederik 2. Jørgen Rosenkrantz til diplomatiske sendelser. I 1572 ved Brømsebro og 1574 i Stockholm, i 1577 i Emden og Hamborg for at forhandle med England om sejladsen i de nordlige have, som Frederik 2. mente var under hans overhøjhed. I indenrigspolitikken var Rosenkrantz ligeledes aktiv. Sammen med andre betroede mænd afholdt han næsten årligt kongeligt retterting i Viborg, hvorfor han havde erhvervet sig egen gård i byen. I sit 33-årige virke i rigsrådet deltog han naturligvis også i de almindelige kongelige retterting og rigsrådsdomme uden for Jylland.

## Formynderregeringen
Jørgen Rosenkrantz' karriere skulle dog nå endnu videre. Ved Frederik 2.’s død 1588 var tronarvingen Christian 4. endnu kun 11 år gammel. Rigsrådet udpegede da fra sin midte fire personer, der skulle danne en formynderregering indtil kongen blev myndig. Blandt de fire var Jørgen Rosenkrantz, som rådets ældste. Han skulle som den eneste af de fire blive siddende i hele regeringens levetid frem til 1596. Regeringens leder var først Rosenkrantz’ gamle ven, kansleren Niels Kaas. Da denne døde 1594 overtog Jørgen Rosenkrantz’ ledelsen og var således Danmarks reelle leder. Både Niels Kaas og Jørgen Rosenkrantz var uhyre forsigtige og konservative i deres styrelse af riget. De frygtede risikoen for magtmisbrug i forhold til kronen, men samtidig var styret også præget af en stor retfærdighedsfølelse, streng sædelig alvor og stor frygt for religiøse stridigheder. I den henseende gik Rosenkrantz til stadighed i spidsen. Han var imod al slags overdådighed, og den evangeliske læres renhed var i kirkelig henseende hans hovedmål. Selv søgte han sin styrke i daglig læsning i sine gamle læreres, Luther og Melanchthon, skrifter. Allerede i Frederik 2.'s tid havde han siddet i den kommission, der skulle undersøge den fremtrædende teolog Niels Hemmingsens forhold, da denne svingede mere over mod calvinistisk lære. Her viste han sig som af Hemmingsens ivrigste modstandere, og afbrød Hemmingsens forsvar med ordene: ”Dette er alt for subtilt.”
Endnu i februar 1596 deltog en svækket Jørgen Rosenkrantz i regeringsforhandlinger på Koldinghus, hvor den unge Christian 4. opholdte sig. Jørgen Rosenkrantz bar formentlig en stor del af ansvaret for, at rigsrådet først ville erklære Christian 4. for myndig i 1596. Rosenkrantz sagde ved en lejlighed: ”Jeg er forskreven til Herredag i Kjøbenhavn næste Trinitatis; men jeg haaber at holde Herredag paa den tid i Himmerig”. Den formelle magtoverdragelse til kongen skulle netop ske ved herredagen i København ved Trinitatis 1596. Men den syge Jørgen Rosenkrantz lod sig bringe fra Koldinghus hjem til Rosenholm, hvor hans sygeleje varede et par måneder. Her kom mange af hans kolleger fra rigsrådet, adelige venner og slægtninge for at tage afsked. Århus’ biskop Jens Gjødesen opholdt sig ligeledes på Rosenholm, og i sin ligprædiken over Jørgen Rosenkrantz, giver biskoppen en smuk skildring af den gamle rigsråds liv og især af samtalerne med ham på sygelejet. Langfredag 9. april 1596 døde Jørgen Rosenkrantz på sin elskede gård. Godt en måned senere, Kristi Himmelfartsdag 20. maj 1596 stedtes han til hvile i krypten under Hornslet Kirke.

## Familielivet
Jørgen Ottesen Rosenkrantz var efterhånden bleven en ungkarl på knap 36 år, før han som ovennævnt 5. februar 1559 havde indgået ægteskab med den 18 år yngre hofjomfru Dorthe (Dorothea) Gundesdatter Lange (1541-1613). Hun var datter af Gunde Lange til Brejninggaard og Karen Hansdatter Breide. Ved sit valg af ægtefælle har Rosenkrantz næppe skelet til medgiften, for Dorthe Lange synes ikke havde været særlig rig. Om fru Dorthe vides stort set intet andet, end at hun delte sin mands dybe religiøsitet. Ved sin mands død overlod hun Rosenholm til sin søn og svigerdatter og tog ophold på Skaføgård, der blev hendes enkesæde i de næste 17 år. I anekdoter om hendes enkestand berettes om hendes stridbarhed, men disse fortællinger kan dog ikke underbygges i kilderne.
Modsat mange af deres standsfæller fik Jørgen Rosenkrantz og Dorthe Lange kun ganske få børn, som dog alle overlevede de første kritiske barneår. 1560 fødtes sønnen Otte, der blev opkaldt efter farfaren. Han påbegyndte 1578 sine studier i udlandet, men just hjemkommet til Danmark døde han på Kalø Slot 1582. Datteren Margrethe fødtes ca. 1561. Hun blev 1586 gift med Oluf Bille til Vallø, men ellers vides der intet om hende. 1574 fødtes så en efternøler, sønnen Holger, der siden arvede godserne og blev berømt som den lærdeste mand i Danmark.

## Jørgen Rosenkrantz som bygherre
Var Jørgen Ottesen Rosenkrantz i sit livssyn og med sin strenge religiøsitet måske nok konservativ, så var han dog stadig et renæssancemenneske med interesse for kunst og videnskab. Herom vidner især de pragtfulde herregårde, Rosenholm og Skaføgård, som han lod bygge. Havde Jørgen Rosenkrantz ikke allerede sikret sig sin plads i historien med sit virke i regeringen, så har han alene med med disse byggeriet af disse huse fortjent at blive husket.
Som oven nævnt havde han allerede 1551 oprettet Skaføgård som hovedgård ved at sammenlægge nogle bøndergårde, og her havde han i første omgang opført en række avlsbygninger, mens han selv antagelig havde bolig i en af gårdenes gamle stuehuse. Men Skaføgård lå noget afsides i forhold til hovedparten af godsbesiddelserne, hvorfor han gennem mageskiftet med kronen kom i besiddelse af gården Holm i Hornslet Sogn, hvor han straks begyndte at bygge og grave. Gården fik navnet Rosenholm, og den skulle i de følgende årtier vokse til at blive et af Danmarks smukkeste herresæder, stærkt inspireret af den moderne italienske og franske renæssancestil. På Skaføgård havde Jørgen antagelig ikke villet bygge nogen hovedbygning, men i 1574 nedkom Dorthe Lange med en efternøler, sønnen Holger, som, efter at overlevet de første kritiske barneår, viste sig levedygtig. Det var nok årsagen til, at Jørgen Rosenkrantz 1579 indleder nye byggearbejder her. Først blev ladegården opført, og i årene 1580-82 rejstes Skaføgårds hovedbygning. Således kunne Jørgen nu efterlade en herregård til begge sine sønner, men skæbnen ville dog, at den ældste, Otte, døde samme år som Skaføgård blev fuldført. Begge gårde blev derfor overtaget af den yngste søn Holger.
Rosenholms sognekirke, Hornslet Kirke, blev ligeledes omfattet af Jørgen Rosenkrantz’ mange byggerier. Han udvidede den beskedne landsbykirke med nyt stort kor, tårn og kapel. Og så lod han mange af sine forfædres jordiske rester, epitafier og ligsten hente til Hornslet, som nu blev et sandt mausoleum over Rosenkrantz-slægten. Over sig selv, fru Dorthe og børnene rejste han et stort pragtfuldt epitafium.